# Sascha Paeth
Sascha Paeth é um guitarrista alemão, masterizador conhecido por trabalhar com bandas de heavy metal como Angra, Shaman, Rhapsody, Kamelot, After Forever, Epica, Avantasia, Edguy e muitas outras.
Ele é dono de um estúdio em uma área rural na Alemanha, chamada "Gate Studios", inicialmente usado para gravações com sua banda Heaven's Gate.
Sasha produziu muitos álbuns com Michael Rodenberg. Em 2004 ele criou Aina, um metal ópera, que teve a participação de muitos músicos da cena heavy metal.

## Trabalhos
- (2001) - Virgo com André Matos (CD)

### Produção
- (1996) - Holy Land (CD)
- (1997) - Legendary Tales (CD)
- (1998) - Symphony of Enchanted Lands (CD)
- (1999) - The Fourth Legacy (CD)
- (2000) - Dawn of Victory (CD)
- (2000) - Holy Thunderforce (CD5")
- (2001) - Karma (CD)
- (2001) - Rain of a Thousand Flames (CD)
- (2002) - Ritual (CD)
- (2002) - Power of the Dragonflame (CD)
- (2003) - Epica (CD)
- (2003) - Epica (Digipack limitado) (CD)
- (2004) - Luxaeterna (CD)
- (2004) - Giant Robot Spare Parts Vol. 1 (2xCD)
- (2004) - Tales from the Emerald Sword Saga (Edição limitada) (CD)
- (2005) - Consign to Oblivion (Edição limitada) (CD + DVD)
- (2005) - Reason (CD)
- (2005) - Superheroes (CD5")
- (2005) - The Black Halo (CD)
- (2005) - The Score (An Epic Journey) (SACD)
- (2006) - Rocket Ride (Digibook) (CD)
- (2007) - The Divine Conspiracy (CD)
- (2007) - Time to Be Free (CD)
- (2008) - The Scarecrow (CD)
- (2008) - Tinnitus Sanctus (CD)
- (2009) - Mentalize (CD)
- (2009) - Design Your Universe (CD)
- (2010) - The Wicked Symphony (CD)
- (2010) - Angel of Babylon (CD)
- (2013) - The Mystery of Time (CD)
- (2014) - Songs of Love and Death (CD)
- (2016) - Ghostlights (CD)
- (2019) - Moonglow (CD)

### Co-produção
- (1999) - Black Hand Inn (CD)
- (2004) - Symphony of Enchanted Lands II - The Dark Secret (CD)
- (2004) - Symphony of Enchanted Lands II - The Dark Secret (Edição limitada) (CD + DVD)
- (2005) - The Magic of the Wizard's Dream (CD5")

### Mixagem
- (2000) - Holy Thunderforce (CD5")
- (2002) - Power of the Dragonflame (CD)
- (2004) - Symphony Of Enchanted Lands II - The Dark Secret (CD)
- (2004) - Symphony of Enchanted Lands II: The Dark Secret(Edição Limitada) (CD + DVD)
- (2005) - Consign to Oblivion (Limited Edition) (CD + DVD)
- (2005) - Reason (CD)
- (2005) - The Magic of the Wizard's Dream (CD5")
- (2006) - Rocket Ride (Digibook) (CD)

### Participação
- (1993) - Angels Cry (CD)
- (1993) - Insanity And Genius (CD)
- (1996) - Holy Land (CD)
- (1998) - Fireworks (CD)
- (2002) - Power Of The Dragonflame (CD)
- (2003) - The Phantom Agony (CD)
- (2004) - Giant Robot Spare Parts Vol. 1 (2xCD)
- (2004) - RituAlive (CDE (Enhanced CD))
- (2005) - Reason (CD)
- (2005) - Superheroes (EP) (CD5")
- (2005) - The Black Halo (CD)
- (2006) - Rocket Ride (Digibook) (CD)
- (2006) - One Cold Winter's Night (CD/DVD)
- (2010) - Angel of Babylon (CD)
- (2010) - The Wicked Symphony (CD)
- (2013) - The Mystery of Time (CD)
- (2016) - Ghostlights (CD)
- (2019) - Moonglow (CD)
- (2019) - Zero Gravity: Rebirth and Evolution (CD)

### Gravação
- (2016) - The Source (CD, gravou os vocais de Tobias Sammet)